# Zona Franca de Iquique

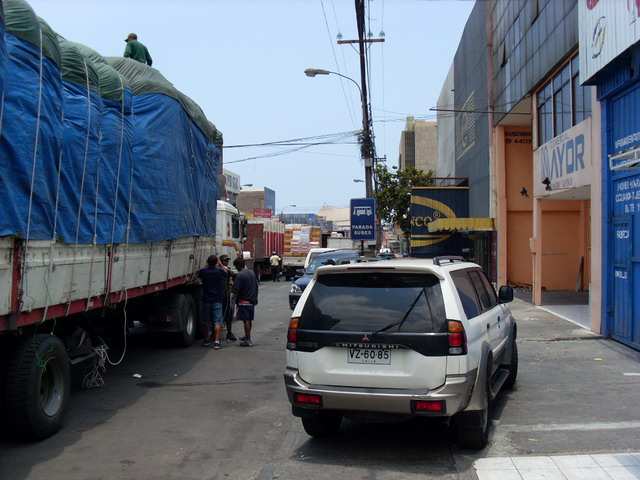
El «recinto amurallado» o «barrio industrial» de la ZOFRI, lugar de carga de camiones bolivianos, peruanos y paraguayos. Principalmente en esta zona se realizan ventas al por mayor.

La Zona Franca de Iquique (Zofri), se encuentra en la ciudad de Iquique, provincia de Iquique, Región de Tarapacá, situada en el extremo norte de Chile.
Su creación se inició con el entonces Presidente Eduardo Frei Montalva y su primer decreto fue con el presidente Salvador Allende en febrero de 1973. Augusto Pinochet reactivó ese proceso en 1975, pero en una versión más reducida que la concebida originalmente.
Se ha convertido en un importante centro de comercio de productos extranjeros para países de la región como Argentina, Brasil, Paraguay, Perú, y Bolivia. Su ubicación estratégica le permite ser la puerta de entrada y salida a productos que conforman el intercambio comercial entre el Mercosur, Asia y América. Representa un mercado potencial de unos 200 millones de habitantes y, hasta 2024, alojaba sobre 2.000 empresas, de ellas un 57 por ciento extranjeras.
La administración de ZOFRI por ley debe entregar el equivalente del 15% de sus ingresos a los municipios a las regiones de Tarapacá y Arica y Parinacota.

## Líneas de negocio
Dentro de sus líneas de negocios se cuentan:
- Servicio logístico: recepción de mercadería, gestión de documentación, transporte, inventario y despachos.
- Negocio inmobiliario: venta o arriendo de terrenos industriales y arriendo de espacio en el centro comercial. Esta línea de negocios representa el 75% de los ingresos.

## Administración

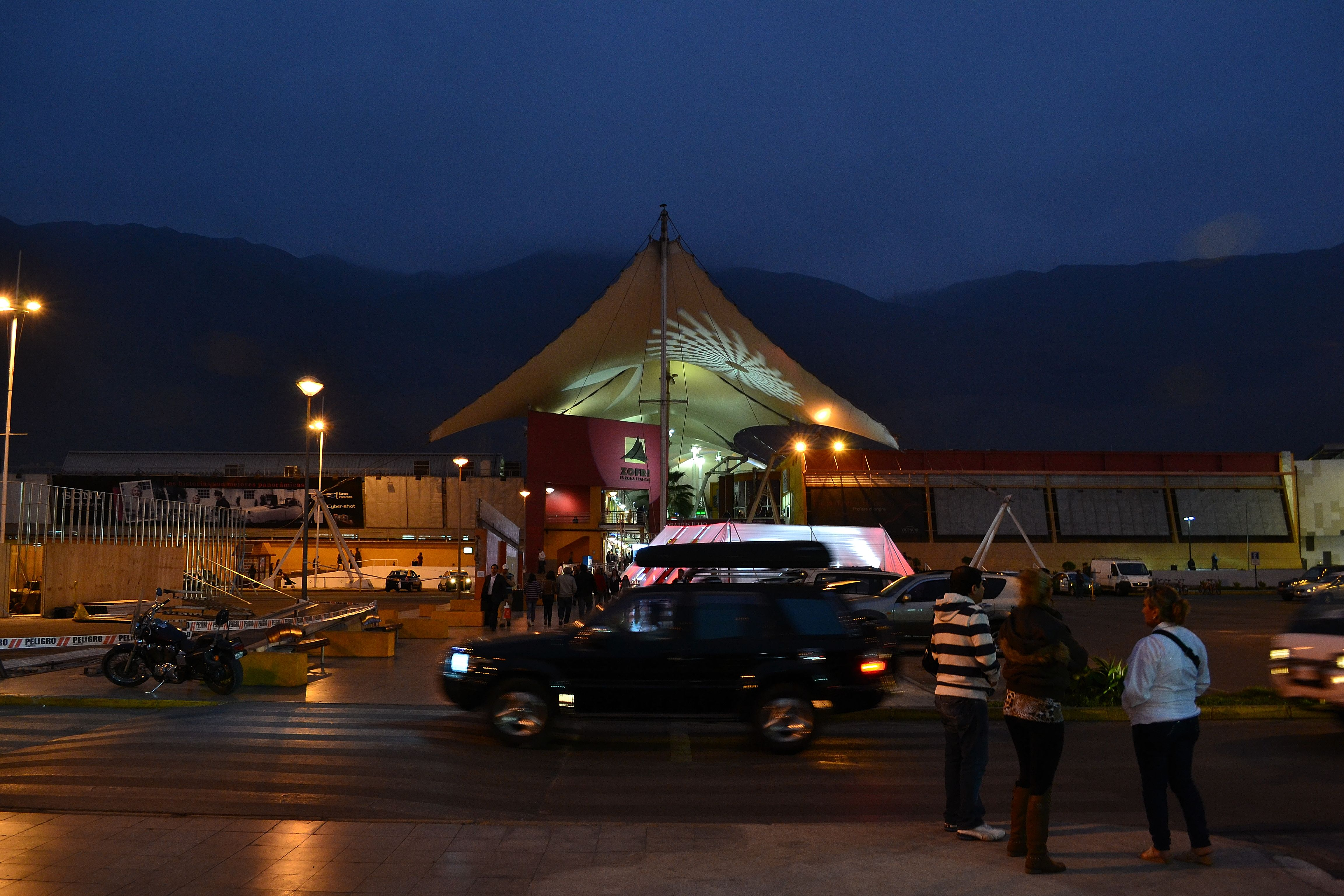
Centro Comercial ZOFRI.

ZOFRI S.A. es la empresa administradora y explotadora de la Zona Franca de Iquique, en concesión por 40 años, firmada con el Estado de Chile. Su propiedad está en manos de CORFO (más del 70 % de las acciones) y el resto en inversionistas privados. Sus acciones se transan en la Bolsa de Comercio de Santiago.
La zona franca consta con un recinto edificado de 240 hectáreas al norte del centro de Iquique conocido como el «recinto amurallado» o «barrio industrial». En su interior operan unas 1650 empresas que transan mercancías exentas de derechos arancelarios e impuestos, teniendo ventas anuales de US$ 2100 millones (2006). Las mercancías pueden ser depositadas, transformadas, terminadas o comercializadas sin restricción alguna. Además cuenta con un mall (Centro Comercial ZOFRI) de 30 000 m² donde más de 600 tiendas (conocidas como "módulos") ofrecen variados productos, destacándose perfumes, electrodomésticos, artículos electrónicos, equipos de computación, cigarrillos, licores, juguetería y vestuario.
Actualmente la ZOFRI ha entrado en una nueva ampliación que constará con más de 1000 tiendas nuevas y una nueva estación de comida rápida.
ZOFRI S.A. cuenta con otros activos en la comuna cercana de Alto Hospicio, con 129 ha en terreno; y en Arica, ciudad a 310 km al norte de Iquique, 122 ha.
El 50 % de sus ingresos provienen del arriendo y venta de terrenos industriales y comerciales. El otro 50 % se obtiene del arriendo de locales comerciales y prestación de servicios.
ZOFRI ha sido el motor que ha impulsado la economía de esta ciudad. Actualmente genera más de 20 000 empleos directos e indirectos. Uno de los atractivos de la ciudad es poder ir de compras al Centro Comercial ZOFRI, donde las personas que visitan la ciudad pueden llevar hasta US$ 1200 (o 900 €) en mercadería libres del pago de arancel aduanero del 6 %, Impuesto Ley de Alcoholes e IVA 19 %.
Las ventas, principalmente, son al extranjero: Bolivia, Perú y Paraguay. Sus importaciones son lideradas por Asia (China, Hong Kong y Taiwán), que representan el 60 % de las compras de ZOFRI. Los principales rubros son automóviles, maquinarias, equipos y vestuario.
Con la creación de la empresa Administradora del Sistema Franco, ZOFRI S.A., que fue la sucesora de la Junta de Administración y Vigilancia vigente hasta 1990, y sus modificaciones legales, se estableció que el 15% de los ingresos brutos de la explotación del sistema cada año deben ser distribuidos entre las comunas de las regiones de Tarapacá y Arica y Parinacota. Esta entrega de fondos a las municipalidades se realiza en el mes de febrero de cada año, y es proporcional a la cantidad de habitantes de cada comuna; por ejemplo, las comunas de Iquique, Alto Hospicio y Arica reciben el 20% cada una del aporte, las comunas de Colchane, Camiña, Huara, Pica y Pozo Almonte reciben el 6% cada una y las comunas de General Lagos, Camarones y Putre reciben el 3,33%. En valores de 2023, del total de $ 6.437.915.930 del aporte: Iquique, Arica y Alto Hospicio recibieron $ 1.287.583.186; Colchane, Camiña, Huara, Pica y Pozo Almonte, $ 386.274.956; y General Lagos, Camarones y Putre, $ 214.597.198.
Este aporte es fundamental para el desarrollo de cada una de estas comunas, ya que representan una parte importante de sus presupuestos anuales; de hecho, en las comunas más pequeñas representa un 60% de su presupuesto anual.

## Beneficios tributarios y aduaneros
Las empresas que operan en ZOFRI tienen las siguientes franquicias:
- Exención en el pago del impuesto de Primera Categoría.
- Exención en el pago del IVA (Impuesto al Valor Agregado) en operaciones que se realicen bajo el régimen de Zona Franca.
- Exención en el pago del IVA (Impuesto al Valor Agregado) por los servicios prestados dentro del recinto Zofri.

Desde un punto de vista aduanero las mercancías que permanecen dentro del recinto de Zofri se consideran como si estuvieran en el extranjero, por lo tanto las mercaderías al salir del recinto ZOFRI con destino al extranjero no pagan impuestos. Dentro de Chile, existe el pago de impuestos diferenciados según el destino sea la Región de Tarapacá o el resto del país.